# France Japon Eco
 (février 2015).
Si vous disposez d'ouvrages ou d'articles de référence ou si vous connaissez des sites web de qualité traitant du thème abordé ici, merci de compléter l'article en donnant les références utiles à sa vérifiabilité et en les liant à la section « Notes et références ».
France Japon Eco est un magazine trimestriel bilingue consacré à la vie des affaires au Japon. Publié par la chambre de commerce et d'industrie française du Japon, il aborde de nombreux thèmes économiques et sociaux d'actualité.

## Fondation
France Japon Eco a été publié pour la première fois en 1978. Il prenait la suite de la publication Japon Economie Marché. Le premier numéro portait sur le prêt-à-porter français au Japon.

« Le premier numéro de France Japon Éco a paru en 1978. En éditorial du premier numéro, l’ambassadeur de France au Japon, Louis Dauge, écrivait : « En inaugurant une nouvelle série de bulletins sous le nom France Japon Éco, la chambre de commerce et d’industrie française du Japon a voulu faire de cette publication un instrument de communication plus ouvert et plus large ». 30 ans plus tard, sa mission n’a pas changé. France Japon Éco donne la parole aux membres de la CCIFJ et à de nombreuses entreprises japonaises, mettant en valeur leur connaissance de leur métier et de leur secteur. »

— France Japon Eco, numéro 117
Le quotidien Le Monde la considère en 1991 comme « une des meilleures publications en français sur l'économie japonaise ».

## Ligne éditoriale
France Japon Eco est un magazine de chambre de commerce qui met en valeur les connaissances de ses membres sur le marché japonais plutôt que de leur demander ce qu'ils y font. Les thèmes sont choisis dans l'optique d'une meilleure compréhension de l'évolution de la société et de l'économie locale.
Le magazine sonde également l'image de la France et de son économie dans le pays.

## Sommaire type

### Éditorial
Derniers en date : 
- Bernard Kouchner (ministre des Affaires étrangères)
- Anne Lauvergeon (Areva)
- Henri Giscard d'Estaing (Club Med)
- Benoît Potier (Air Liquide)
- Shuichiro Yamanouchi

### Actualités
Dernières interviews en date[Quand ?] : 
- Taizo Nishimuro (Toshiba)
- Harufumi Mochizuki (ministère de l'Economie et de l'industrie japonais - METI)
- Fumio Ohtsubo (Matsushita)
- Kenji Tachikawa (Agence d'exploration aérospatiale japonaise)
- Tetsuzo Fuyushiba (ministre du Territoire)
- Akihito Tembo (Idemitsu Kosan)
- Yasuo Fukuda (avant sa nomination comme Premier ministre)

### Le Dossier
Voir les thèmes dans la liste ci-dessous.